# シャトル輸送機
シャトル輸送機
NASAのシャトル輸送機 N905NA（手前）、N911NA（奥）
- 用途：特大貨物の貨物機
- 製造者：ボーイング（製造、改造）
- 運用者：アメリカ航空宇宙局（NASA）
- 生産数：2
- 運用開始：1977年
- 退役：2012年
- 運用状況：退役

シャトル輸送機（シャトルゆそうき、英: Shuttle Carrier Aircraft: SCA）とは、スペースシャトル（オービタ）を輸送するために、NASAが改造したボーイング747航空機。2機が作られたが、シャトルの退役に伴って退役し、2014年には両機とも展示されるようになった。

## 概要
SCAへは2機が改装されており、それぞれボーイング747-100と747-100SRを原型としている。主にスペースシャトルの着陸地点から打上げ前整備施設があるケネディ宇宙センター(KSC)に輸送する場合のほか、シャトルの整備工場とKSCの間を輸送する場合も使用される。オービタ輸送にあたっては、シャトル輸送機の機体上方に外部燃料タンク(ET)の取り付け部と同様の支柱を装備しており、この3ヶ所でオービタが搭載・固定される。シャトル輸送機にオービタを固定するときはMate-Demate Devicesと呼ばれる整備点検用の大きなガントリーのような機械でオービタを吊り上げて固定する。

## N905NA
最初に運用開始したN905NAは1970年にアメリカン航空向けに製造されたボーイング747-123型機(N9668)で、1970年代にスペースシャトル実験機エンタープライズの滑空実験で飛行した際は垂直尾翼のアメリカン航空のマークと胴体の社名は消されていたものの、それ以外はアメリカン航空の塗装「ポリッシュド・スキン (polished skin)」のままだった。機体は1974年に取得されたが、当初はNASAドライデン飛行研究センターで、境界層の研究の一環として渦流の研究に使われていた。また、同時にNASA所有のF-104Nと編隊を組み、スペースシャトル・オービタの空中分離の研究を行った。
1976年には機体が改造され、軽量化のためにキャビンの内装や乗客用の座席を取り除き、オービタを載せるため支柱を取り付け、胴体の補強も行なった。また、オービタ輸送中の安定性を確保するために水平尾翼端に追加垂直安定板が取り付けられた。エンジンも換装され、ボーイング747の試験飛行時と同様の脱出システムも取り付けられた。
飛行に必要な機材以外を撤去し圧力隔壁が露出している状態であるが、オービタ輸送時にはオービタ自体の重さと空気抵抗のため燃費は悪化する。何も載せないときの5,500海里（10,000km）に比べてオービタ輸送時の飛行距離は1,000海里（1,900km）程度になるため大陸横断時には何回か給油する必要が出てきた。シャトルを搭載した場合の燃費は0.23マイル/ガロン（0.1km/L）で通常時の約2/3になる。また、飛行の準備には1週間あたり約170人の作業員が必要となり、大陸横断時には1回あたり約23万ドルが必要になる。そのため、かつてはシャトル輸送機にアメリカ空軍で使われているのと同様の空中給油機構を取り付けて実験を行ったが、空中給油の実験中にN905NAの垂直尾翼に亀裂が見つかった。これが空中給油の実験によるものである可能性は低かったが、早急に空中給油能力を整備する必要はなかったために実験は中止となった。
N905NAは、退役したシャトルを展示先に運ぶ任務を担当した後、エリントン空軍基地に着陸し、2014年4月30日までそこで保管されていた。N905NAは、NASAジョンソン宇宙センターに隣接して設置されている見学施設スペースセンターヒューストンへ移されて、そこで以前、ケネディ宇宙センター・ビジター・コンプレックスに展示されていてヒューストンに移設されたスペースシャトルの実物大模型であるインディペンデンス号を上に載せた状態で2015年2月から展示公開される予定。2014年3月には陸上輸送を終え、8月にはインディペンデンス号が機体の上に載せられた。

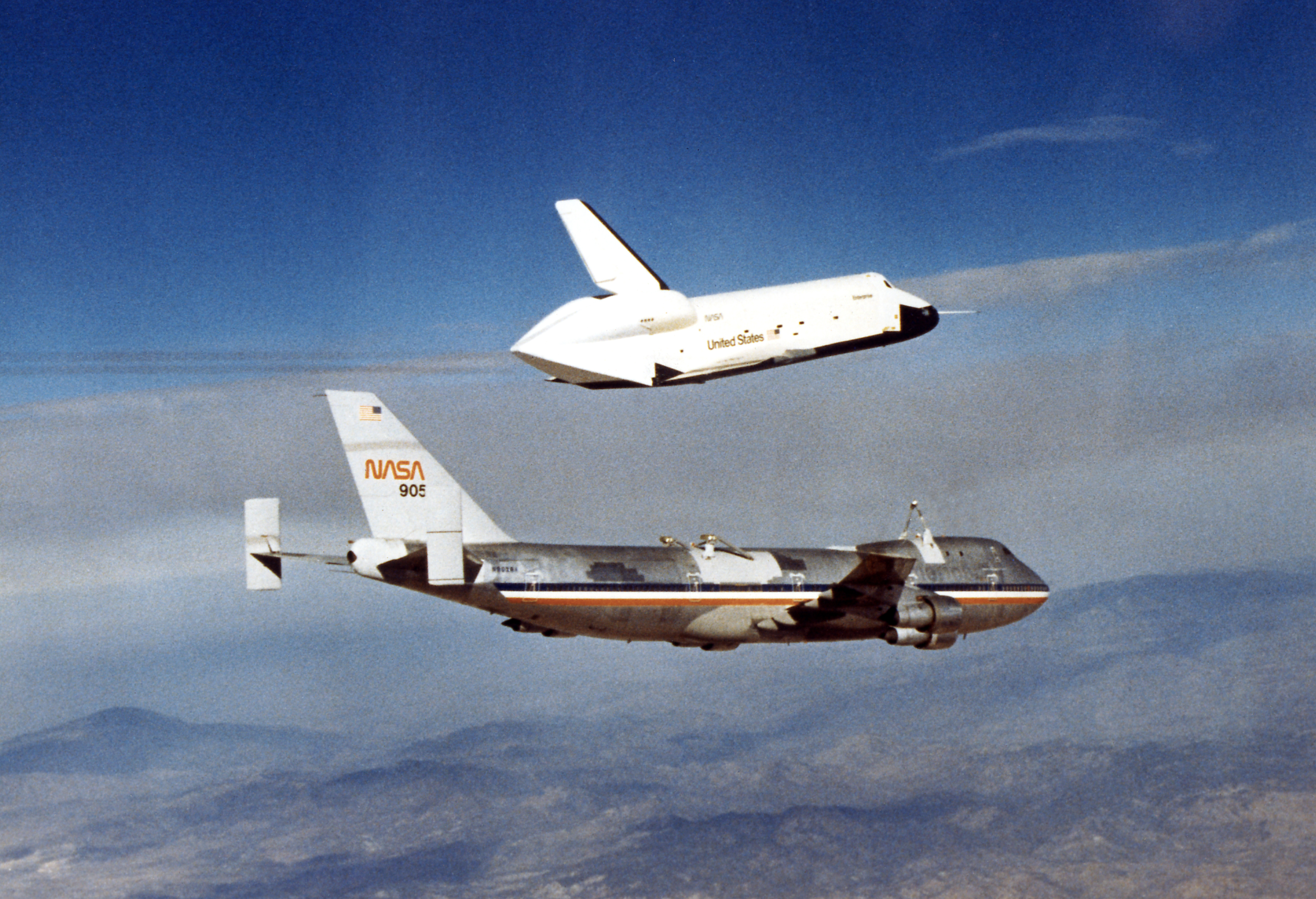
「ポリッシュド・スキン」にNASAのマークを付けたN905NAと進入着陸試験中のエンタープライズ号
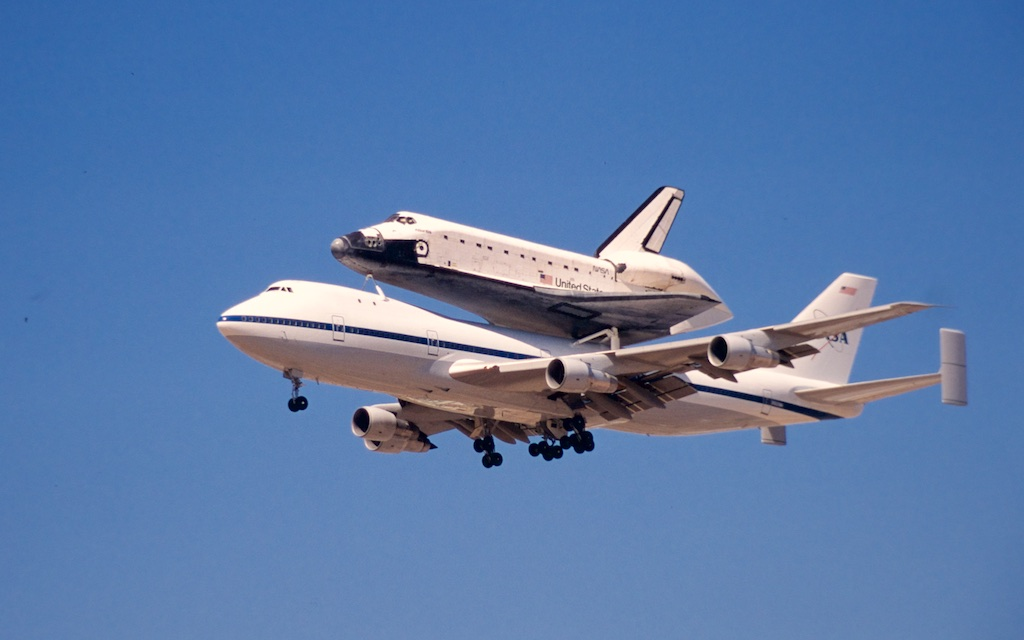
シャトル輸送機に載せられているアトランティス
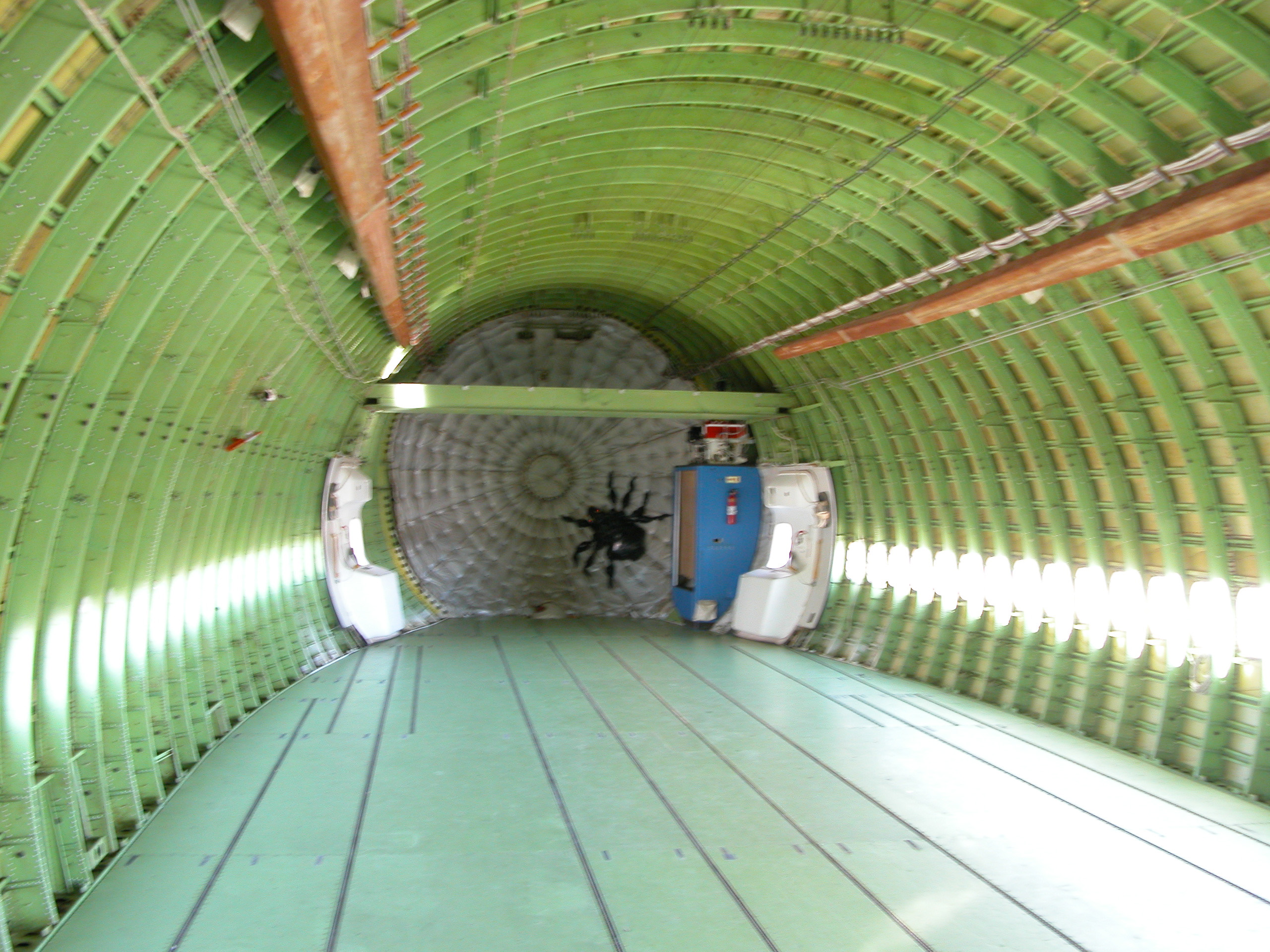
機内後部。圧力隔壁を蜘蛛の巣に見立て、クモのぬいぐるみを取り付けている。
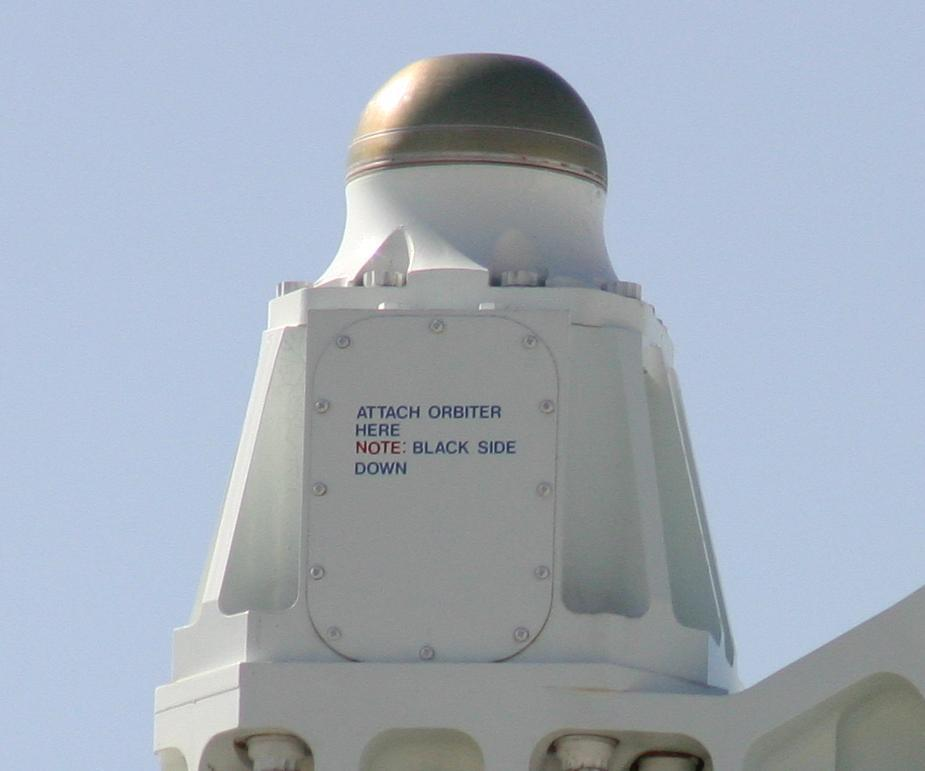
輸送機とのオービタの連結部。「黒い面を下にして取り付ける」というユーモアを交えた警告文が書かれている。
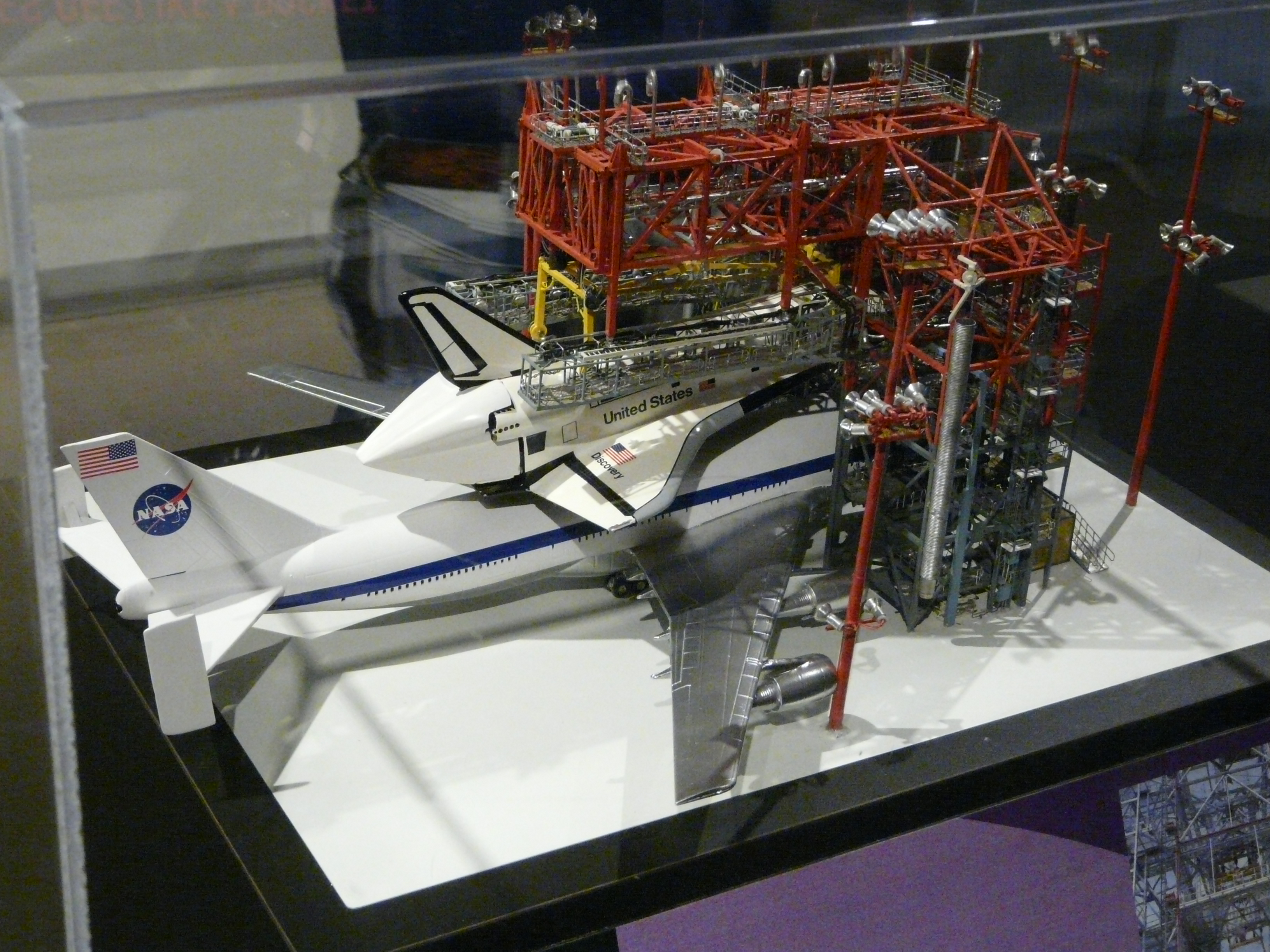
Mate-Demate Devicesの模型。

## N911NA
1986年のチャレンジャーの事故後、NASAは日本航空から中古の747-SR46を調達した。この機体は元JA8117号機（1973年-1988年）で、日本国内線用747SRの1号機でもあったが、1985年のJAL123便事故の影響で747-300SRに置き換えられ退役したものである。
N911NAとして新しく登録されるとN905NAと同様の改造を施され、1990年にNASAで運用を開始した。JALの整備の素晴らしさに感激したNASAからJALの整備部に表彰状が贈られている。このN911NAが最初に使われたのは、1991年に新しく製造されたエンデバーをカリフォルニア州のパームデールにある工場からケネディ宇宙センターに輸送するためだった。この2つの輸送機は機能面ではほぼ同じであるが、N911NAはアッパーデッキの窓が5つでN905NAは2つしかないなどの違いがある。
N911NAは2012年2月8日に退役した。NASAの成層圏赤外線天文台(SOFIA)への部品取り用の機体となっていたが、2014年9月にカリフォルニア州のJoe Davies Heritage Airparkに運ばれ、屋外展示されている。こちらの機体はNASAが所有権を有したままになっている。

## 類似の機材
- 一見ではよく似ている[5]「ソ連版シャトル」こと「ブラン」には、VM-T（Атлант、アトラーント）と、An-225（Мрія、ムリーヤ）という大型輸送機がある。

## 参照
1. ↑  “Houston museum to top historic NASA jet with mock space shuttle”. collectSPACE.com. (2013年5月2日) 2013年7月30日閲覧。
2. ↑  “Rise of Independence: Mock space shuttle hoisted atop historic NASA jet”. collectSPACE.com. (2014年8月14日) 2014年9月21日閲覧。
3. ↑  “NASA Space Shuttle-Carrying Jumbo Jet Retires After One Last Flight”. Space.com 2012年2月19日閲覧。
4. ↑  “NASA Shuttle Carrier Aircraft 911 Moves to Final Home”. NASA. (2014年9月12日) 2014年9月21日閲覧。
5. ↑  詳細にはメインエンジンに相当するエンジンが全く異なるなど、重要な相違点が実際には多い。